# Sjpaans Kentje
Het Sjpaans Kentje is de naam/bijnaam van een rooms-katholiek kerkgebouw in Nieuwenhagen in de gemeente Landgraaf in de Nederlandse provincie Limburg. De kapel ligt op circa 70 meter ten zuidoosten van de parochiekerk Onze-Lieve-Vrouw Hulp der Christenenkerk aan de Rötscherweg. Het gebouw is aan de rand van Nieuwenhagen gesitueerd aan de weg richting Ubach over Worms. Achter het pand ligt aan de oostzijde een kerkhof.

## Geschiedenis
De naam van het kerkje heeft waarschijnlijk zijn oorsprong in de locatie van het terrein, waarop het staat. Dit gebied aan de overzijde van de Rötscherweg en Schanserweg was sinds het Partagetraktaat van 1661 in Spaanse handen, terwijl het dorp Nieuwenhagen Staats was. Hoewel de Staten-Generaal in de 18e eeuw het uitoefenen van de rooms-katholieke religie onder bepaalde restricties toestond, was de bouw van nieuwe rooms-katholieke kerken en kapellen op haar grondgebied verboden. Om deze reden schonk een zekere Johan Arnoldus Hanssen(s) een stuk land dat gelegen was op het grondgebied van het "Overworms kwartier" van de schepenbank Ubach (deel van de Spaanse partage van het land van 's-Hertogenrade). Hoewel het stuk land al in 1713 van de Spaanse Nederlanden was overgegaan naar de Oostenrijkse Nederlanden, bleef het gebied in de volksmond het Sjpaans Kentje (= "Spaans hoekje") heten. Deze naam ging in de loop der tijden ook over op de kapel, die ook thans nog zo genoemd wordt.
In 1745 werd op deze plek een kapel in baksteen opgetrokken. Het was een eenvoudig eenbeukig gebouw met een zadeldak. Het geld was beschikbaar gesteld door de 10 jaar eerder overleden vrijgezel Jan Flecken. Voor de bouw moest toestemming verleend worden door zowel keizer Karel VI (als opperste landheer van Ubach) en de prins-bisschop van Luik (als verantwoordelijk geestelijk gezagdrager). In 1792 werd de kapel vergroot aan de voorzijde. Het gebouw kreeg toen tevens een neoclassicistische voorgevel. In 1832 werd een nieuw koor toegevoegd.
Tot 1839 stond hier de oude kapel, toen deze plaats maakte voor het nieuwe kerkgebouwtje, waarvan in 1839 het voorste deel gebouwd werd.
In 1917 kwam de even verderop gelegen nieuwe parochiekerk gereed, de Onze-Lieve-Vrouw Hulp der Christenenkerk, en deze nam de functie van het Sjpaans Kentje over. Rond 1920 bouwde men het gebouw om tot patronaat en kreeg het een verdieping. In 1950 vond opnieuw een verbouwing plaats. Sinds 1967 is het gebouw een rijksmonument.
In 1979 werd het inwendige provisorisch opgeknapt. In 1987 werd het interieur volledig gerestaureerd, waarna het weer dienst ging doen als kapel. Bij deze restauratie werd de dakruiter, die omstreeks 1945 was verdwenen, weer teruggeplaatst op de nok.

## Beschrijving
Het bakstenen gebouw is een classicistisch zaalkerkje met een westgevel bestaande uit vier Ionische pilasters en een fronton. In de zijgevels zitten vier segmentboogvensters. Aan de oostzijde bevindt zich de driezijdige koorsluiting. Op de nok staat een dakruiter.

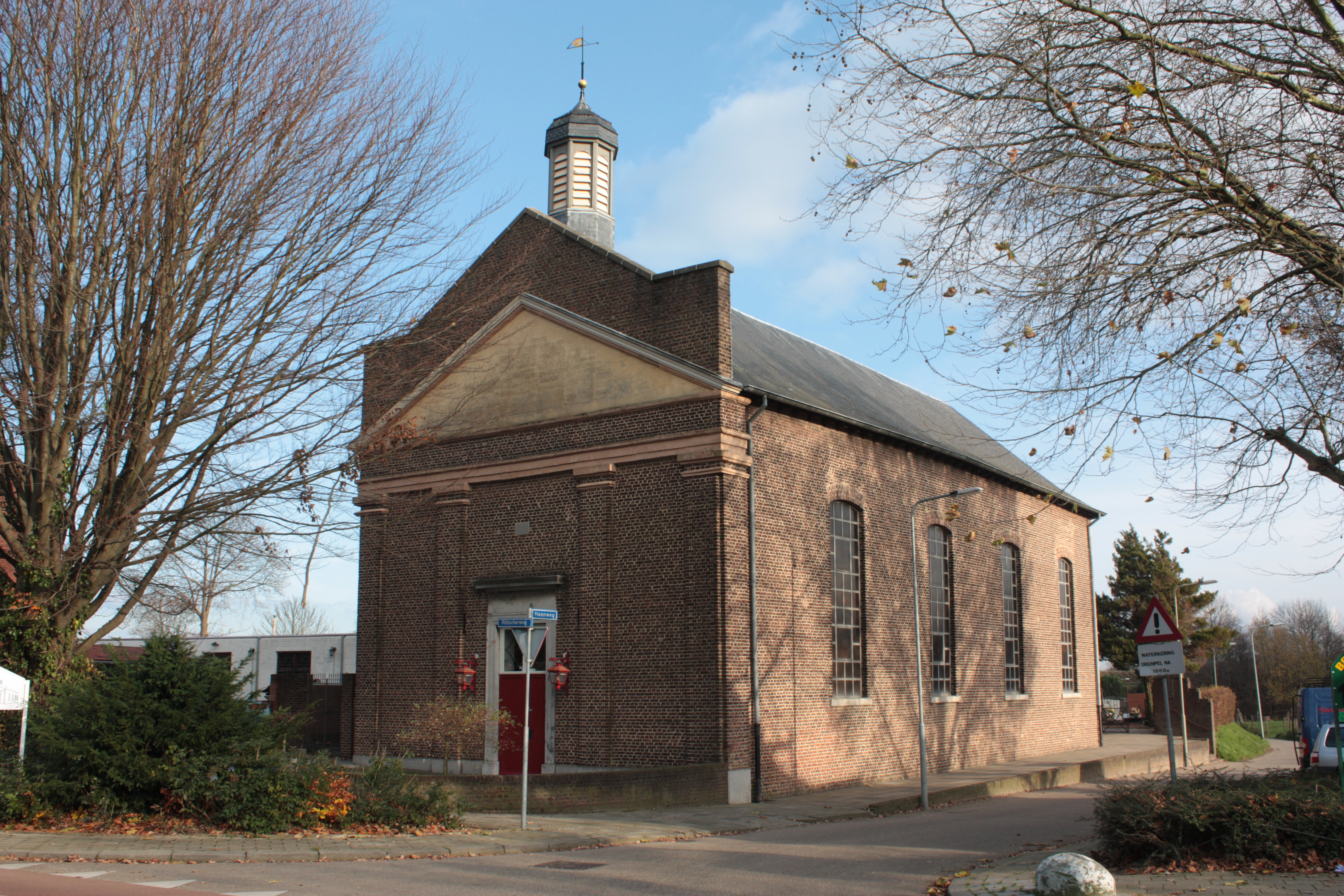
Overzicht kerk
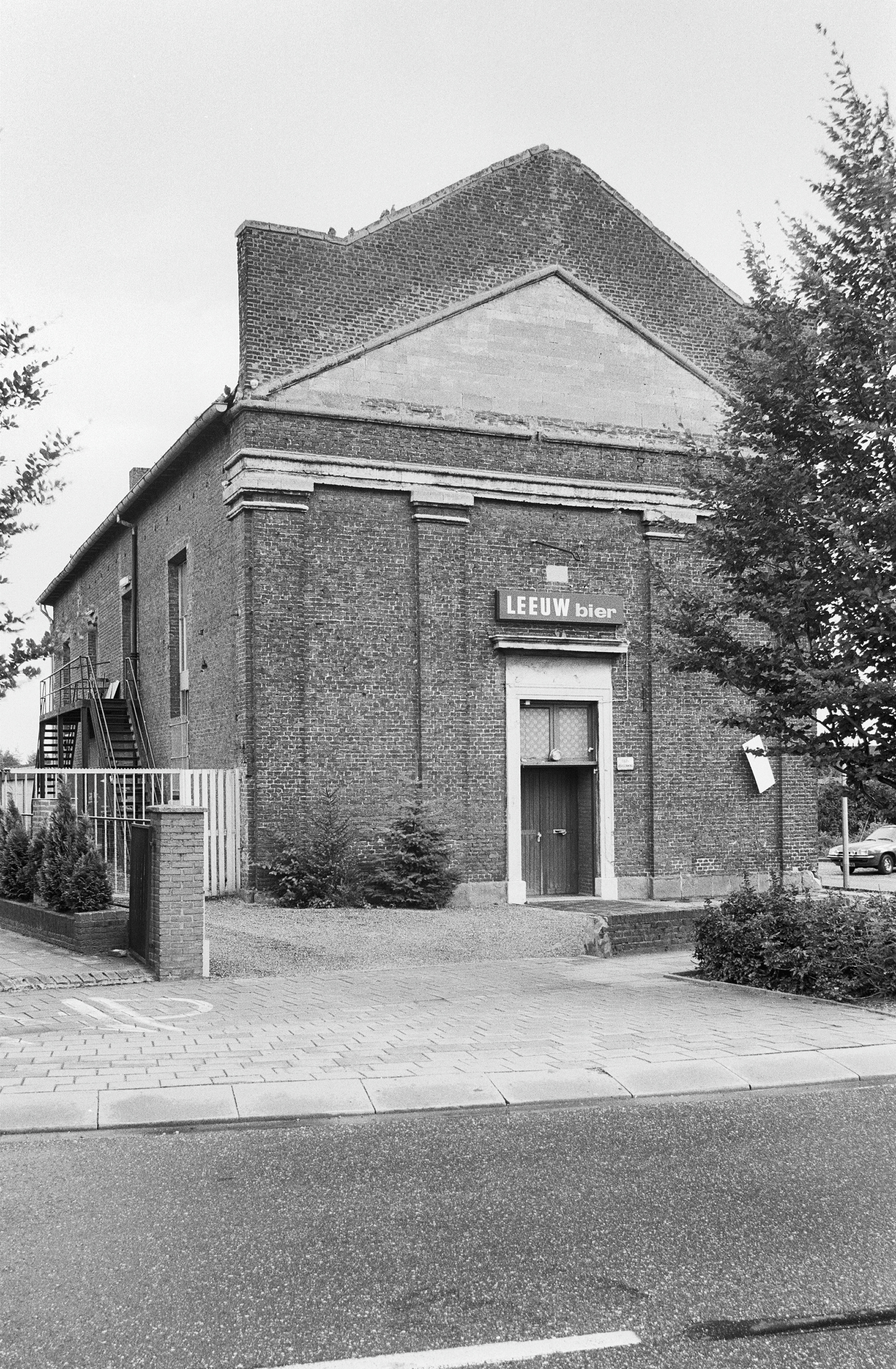
Neoclassicistische voorgevel
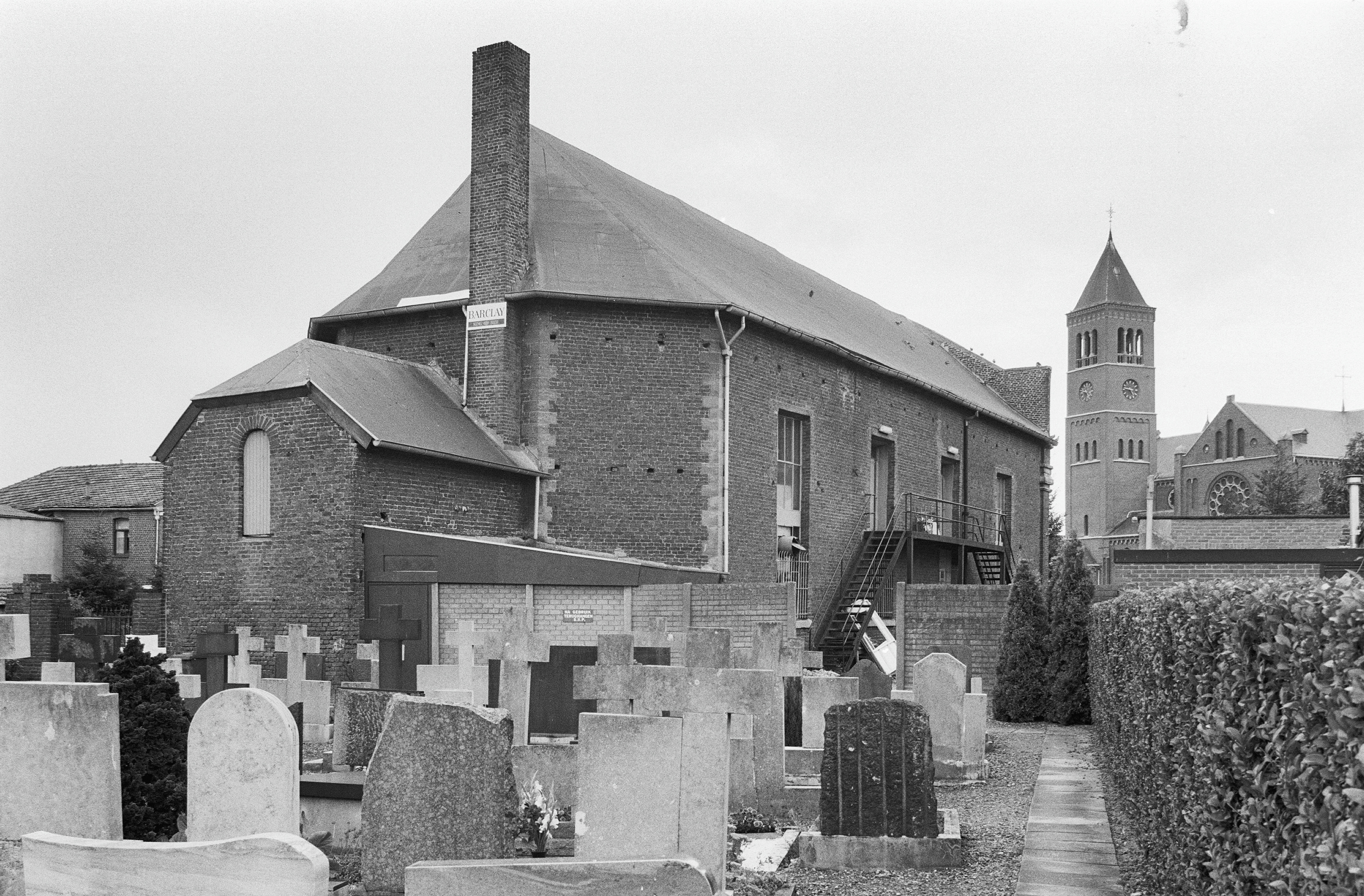
Koorzijde en kerkhof